# Eugène Green
Eugène Green (* 28. Juni 1947 in New York City) ist ein französischer Theater- und Filmregisseur, Schriftsteller und Essayist.

## Leben
Eugène Green begann seine Karriere als Dozent für Philosophie und als Maler. Im Jahr 1969 verließ er die Vereinigten Staaten und siedelte nach Frankreich über. Ende der 1970er Jahre gründete er in Paris die Theatergruppe „Théâtre de la sapience“. Sein Ziel war es, die Theatertraditionen des Barock neu zu beleben. Erst zu Beginn der 2000er Jahre wendete er sich dem Kino zu. Ohne kinospezifische Ausbildung drehte er 2001 seinen Debütfilm Toutes les nuits, der die Freundschaft zweier junger Männer im Frankreich der 1960er und 1970er Jahre behandelt. Die drei Hauptrollen spielten Alexis Loret, Christelle Prot und Adrien Michaux, auf die Green später wiederholt als Darsteller seiner Filme zurückkam. Neben seiner Arbeit als Regisseur veröffentlicht er auch zur Theorie des Kinos und zu anderen Themen, etwa zum barocken Theater, und verfasst Prosa und Essays.

## Filmisches Werk
In seinen drei Langspielfilmen Toutes les nuits, Le Monde vivant und Le Pont des arts hat Eugène Green einen eigenen Stil geschaffen, der offensichtliche Parallelen vor allem mit dem Werk von Robert Bresson und Yasujirō Ozu hat. Dessen augenfälligster Bestandteil ist eine meistens fixe Kamera, die im Schuss-Gegenschuss die in sehr stilisierter Sprache geschriebenen Dialoge einfängt. Das Spiel der Schauspieler ist sehr zurückgenommen und ähnelt stark dem bressonschen Tonfall.
Immer wieder greift Green mystische und barocke Themen auf, die ihn auch in seinen vorherigen künstlerischen Tätigkeiten beschäftigt haben. Sein Film Le Fils de Joseph lief 2016 auf der Berlinale. Es sei „faszinierend“, so die Filmkritikerin Kirsten Dietrich, wie der Film versuche, „die Kraft des Religiösen sozusagen ins Kulturelle zu übersetzen“.

## Filmografie
- 2001: Toutes les nuits
- 2002: Le Nom du feu (Kurzfilm)
- 2003: Le Monde vivant
- 2004: Le Pont des Arts
- 2006: Les Signes (Kurzfilm)
- 2009: Correspondances (Kurzfilm)
- 2009: La Religieuse portugaise
- 2014: Das Licht der Weisheit (La Sapienza)
- 2015: Faire la parole (Dokumentarfilm)
- 2016: Le Fils de Joseph
- 2017: En attendant les barbares
- 2020: Atarrabi & Mikelats

## Auszeichnungen
- 2012: Grand prix catholique de littérature für La Communauté universelle